# Liste des monuments historiques de Looz
Cette page regroupe l'ensemble des monuments classés de la ville belge de Looz regroupés en deux sous-pages :
- Page 1
- Page 2